# Klambu (plaats)
Klambu is een bestuurslaag in het regentschap Grobogan van de provincie Midden-Java, Indonesië. Klambu telt 5400 inwoners (volkstelling 2010).